# Lodewijk III van Bourbon-Vendôme

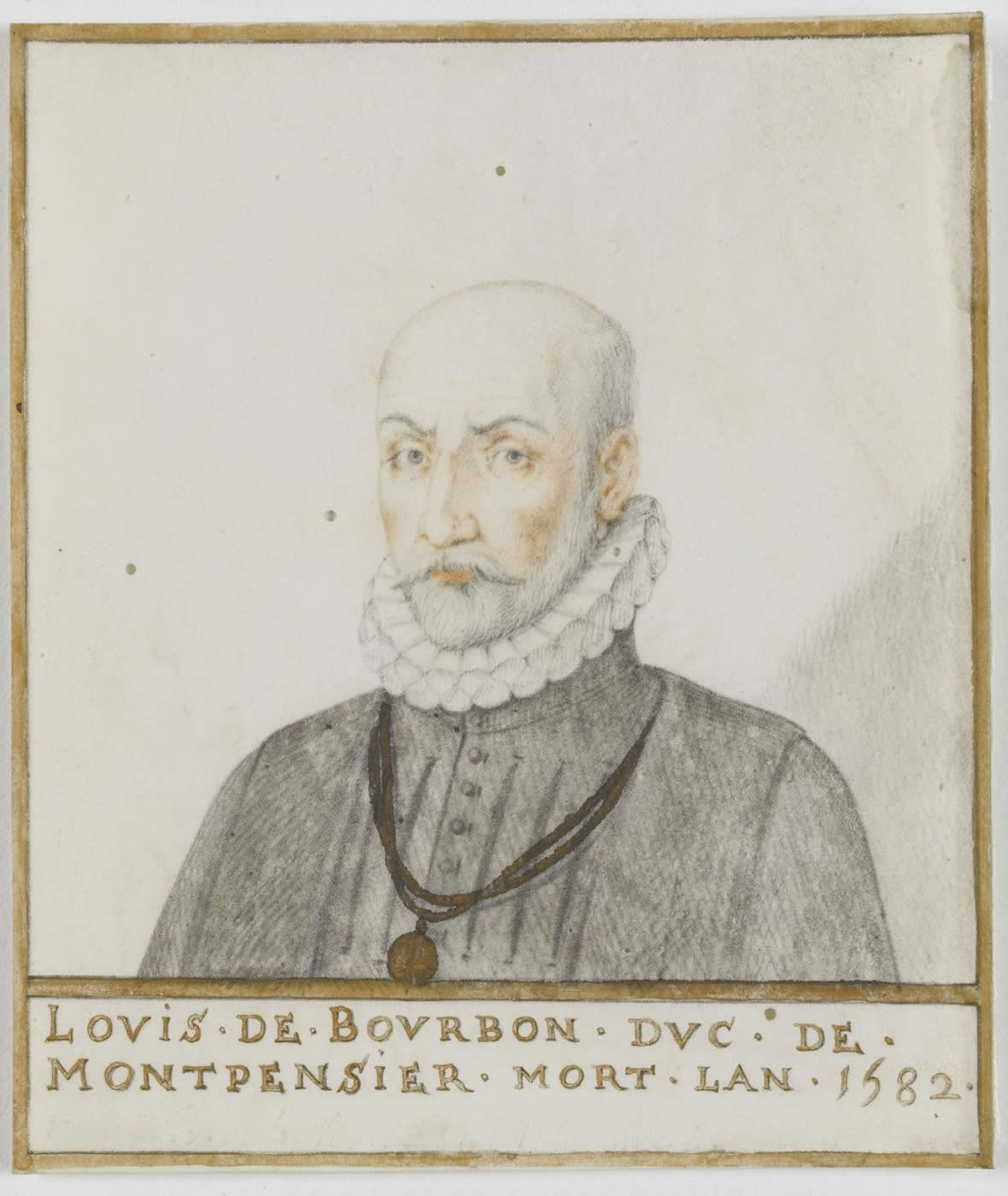
Lodewijk III van Bourbon- Vendôme

Lodewijk III van Bourbon-Vendôme (Moulins, 10 juni 1513 – Champigny-sur-Veude, 23 september 1582) was de tweede hertog van Montpensier. Hij was de zoon van Lodewijk van Bourbon, prins van La Roche-sur-Yon en Louise de Bourbon, eerste hertogin van Montpensier. Van vaders kant was hij een directe afstammeling van koning Lodewijk IX van Frankrijk, als kleinzoon van Jan VIII van Bourbon-Vendôme.
Aanvankelijk stond Lodewijk welwillend tegenover de hugenoten en streed hij met succes tegen de legers van keizer Karel V. Onder zijn leiding werden de Provence en Artesië verdedigd.
Na zijn huwelijk met Jacqueline de Longwy werden door de Franse koning verschillende landerijen aan de familie teruggeschonken.
Na enkele expedities tegen de legers van Karel V nam Lodewijk in 1557 deel in de strijd tegen de legers van Filips II bij Saint-Quentin, een van de laatste gevechten die hij voerde aan de zijde van de hugenoten.
In 1561 veranderde hij van strategie en keerde zich af van het protestantisme. Deze omslag kwam voort uit zijn ambitie om in hoger aanzien te komen, wat al snel zijn vruchten afwierp; hij werd aangesteld als gouverneur van Touraine en Anjou. De volgende jaren streed hij fel tegen hugenoten, waarbij hij Angoulême en Cognac op hen veroverde. Na de Slag bij Jarnac in 1569 werd hij gouverneur van Bretagne. Lodewijk steunde de moordpartij die plaatsvond tijdens de Bartholomeusnacht.

## Huwelijken en nakomelingen
Lodewijk III zou twee keer trouwen.
In 1538 trouwde hij met Jacqueline de Longwy, dochter van Jean IV de Longwy en Jeanne van Angoulême, een onwettige zuster van de Franse koning Frans I. Zij overleed in 1561. Uit dit huwelijk werden zes kinderen geboren:
- Françoise van Bourbon-Vendôme (1539-1587)
- Anne (1540-1572)
- Jeanne (1541-1620)
- François (1542-1592), prins-dauphin van Auvergne.
- Charlotte (1547-1582)
- Louise (1548-1586)

Vijf dochters betekende voor Lodewijk III een zware belasting voor zijn financiën. Daarom stuurde hij drie dochters (Jeanne, Charlotte en Louise) naar een klooster, waardoor het betalen van een bruidsschat niet meer nodig was. Charlotte trad echter uit het klooster en trouwde tegen de zin van haar vader in 1575 met Willem van Oranje, nota bene een protestant. De verstoorde relatie met zijn dochter werd pas kort voor zijn dood hersteld.
In 1570 trouwde Lodewijk voor de tweede maal, met Catherine de Lorraine (1552-1596). Deze verbintenis bleef kinderloos.